# 香取神社 (加須市北大桑)
香取神社（かとりじんじゃ）は、埼玉県加須市の神社。

## 歴史
創建年代は不明である。ただ当社で所蔵されている金幣に「元禄十二己卯（1699年）」と記載されていることから、その頃までには既に存在していたものと推測される。隣にあった「金剛院」が別当寺であったが、明治初期の神仏分離により、廃寺に追い込まれた。
1872年（明治5年）、近代社格制度に基づく「村社」に列せられた。なお、明治末期の神社合祀政策について、当社では特に周辺神社の合祀は行われていない。
当社には江戸時代の仏師円空が彫ったという「円空仏」を3体所蔵している。

## 文化財
- 香取神社絵馬（加須市指定有形文化財 昭和61年12月8日指定）[2]

## 交通アクセス
- 花崎駅より徒歩31分。